# 小行星7249
小行星7249（英語：7249）是一颗围绕太阳公转的小行星。1992年9月26日，杉江淳在Dynic发现了此天体。
这颗小行星的绝对星等为77.58521035104927等。